# Râul Puiu
Râul Puiu este un curs de apă, afluent al râului Șușița. 